# Oxyethira caledoniensis
Oxyethira caledoniensis är en nattsländeart som beskrevs av Darcy B. Kelley 1989. Oxyethira caledoniensis ingår i släktet Oxyethira och familjen smånattsländor. Inga underarter finns listade i Catalogue of Life.